# Ludwig Becker (Jurist)
Ludwig Becker (* 21. Mai 1871 in Lorsch; † 28. August 1950 in Naumburg (Saale)) war ein deutscher Jurist. Er war von 1927 bis 1936 Generalstaatsanwalt am Oberlandesgericht Naumburg.

## Leben
Ludwig Becker war der Sohn des Fabrikanten Daniel Becker und dessen Ehefrau Berta geborene Henel. Nach dem Besuch der Volksschule in seinem Geburtsort ging Ludwig Becker an das Gymnasium in Bensheim und 1882 an das Städtisches Gymnasium in Frankfurt am Main, wo er 1890 das Abitur ablegte. Danach studierte er zunächst an der Kaiser-Wilhelms-Universität Straßburg und der Ruprecht-Karls-Universität Heidelberg Rechtswissenschaft. 1891 wurde er im Corps Rhenania Heidelberg recipiert. Als Inaktiver wechselte er an die Friedrich-Wilhelms-Universität zu Berlin und die Philipps-Universität Marburg. Im Januar 1895 legte er das Referendarexamen ab und im Juli desselben Jahres wurde er in Heidelberg zum Dr. iur. promoviert. 1899 wurde er Gerichtsassessor und 1905 Staatsanwalt in Frankfurt am Main. Nach Ausbruch des Ersten Weltkrieges erfolgte seine Einberufung zum Deutschen Heer. Er wurde bei der 21. Infanterie-Division eingesetzt und kehrte als Major der Reserve aus dem Krieg zurück. Im Jahre 1917 erfolgte seine Ernennung zum Ersten Staatsanwalt und Oberstaatsanwalt in Halberstadt. 1922 wurde er als Oberstaatsanwalt nach Frankfurt am Main versetzt. Fünf Jahre später wurde er Generalstaatsanwalt am Oberlandesgericht Naumburg. Er trat 1936 in den Ruhestand und lebte bis zu seinem Tod in Naumburg, Breithauptstraße 23. 
Als Corpsstudent wurde er 1925 in den Gesamtausschuss im Bezirksverband Frankfurt am Main gewählt. In Naumburg (Saale) gelang es ihm, im Zweiten Weltkrieg das Einschmelzen des Bismarck-Denkmals bei der Rudelsburg für Kriegszwecke zu verhindern. Dennoch wurde es kurz nach seinem Tod durch FDJ-Angehörige zerstört.
Verheiratet war Becker seit 1906 mit Gertrud geb. Vormbaum. Aus der Ehe gingen ein Sohn und zwei Töchter hervor.

## Ehrungen
- Eisernes Kreuz II. und I. Klasse
- Landwehr-Dienstauszeichnung II. Klasse